# Lina Wertmüller
Lina Wertmüller (/ˈliːna vertˈmyller/), née le 14 août 1928 à Rome et morte dans la même ville le 9 décembre 2021 est une scénariste et réalisatrice de cinéma italienne.
Lina Wertmüller est surtout connue pour avoir réalisé, au cours des années 1970, une série de films satiriques comme Mimi métallo blessé dans son honneur, Film d'amour et d'anarchie, Vers un destin insolite sur les flots bleus de l'été et Pasqualino. Ce dernier film lui permet de marquer l'histoire du cinéma en devenant la première femme à recevoir une nomination à l'Oscar de la meilleure mise-en-scène.
En 2019, l’Académie des arts et sciences du cinéma lui décerne un Oscar d'honneur pour l'ensemble de son œuvre.

## Biographie
Lina Wertmüller est née Arcangela Felice Assunta Wertmüller von Elgg Spanol von Braueich en 1928 à Rome,, de Federico, un avocat de Palazzo San Gervasio issu d'une famille catholique suisse et de Maria Santamaria-Maurizio, née à Rome. Enfant rebelle, renvoyée de plusieurs écoles catholiques, elle devient institutrice avant de se lancer dans une carrière artistique. Elle est une des assistantes de Federico Fellini sur le film Huit et demi, grâce à une amie d’école et actrice, Flora Carabella, qui la présente à son mari, Marcello Mastroianni. En 1963, elle réalise son premier film, Les Basilischi, une œuvre d'inspiration néo-réaliste. Présenté au festival de Locarno, Les Basilischi y est primé : il reçoit le trophée de la Nacelle d'argent.
Tout au long des années 1960, Lina Wertmüller réalise une série de longs-métrages dont le film à sketches Questa volta parliamo di uomini ainsi que deux comédies musicales mettant en vedette la chanteuse Rita Pavone : Rita la zanzara et Non stuzzicate la zanzara. C'est sur ce film qu'elle travaille pour la première fois avec Giancarlo Giannini, qui deviendra son acteur fétiche. Durant cette période, elle s'essaye au western spaghetti en coréalisant avec Piero Cristofani, et sous le pseudonyme de Nathan Wich, Belle Starr. Elsa Martinelli y incarne la célèbre hors-la-loi. C'est cependant le film Mimi métallo blessé dans son honneur, présenté en 1972, qui la fait vraiment connaitre au public international. Provocante satire visant tant la mafia que les mœurs siciliennes, le film met en vedette Giancarlo Giannini et Mariangela Melato. Wertmüller poursuit dans la même veine, et avec le même duo, avec Film d'amour et d'anarchie, une fable politique se déroulant en Italie durant la montée du fascisme. Le film vaut à Giancarlo Giannini de recevoir le prix d'interprétation masculine au festival de Cannes en 1973.
L'année suivante, toujours avec le tandem Giannini / Melato, elle présente un de ses films les plus célèbres, Vers un destin insolite sur les flots bleus de l'été, une comédie satirique où se côtoient guerre des sexes et lutte des classes. Suit Pasqualino, qui aborde le thème de la survie dans les camps de concentration. En 1977, le film est nommé aux Oscars à quatre reprises et permet à Lina Wertmüller de devenir la première femme nommée pour l'Oscar de la mise en scène, qui sera finalement décerné à John G. Avildsen pour Rocky. Par ailleurs, Pasqualino suscite une controverse. Dans un article intitulé Survivre publié dans le magazine New Yorker en août 1976, le psychanalyste Bruno Bettelheim, lui-même survivant des camps, critique l'ambiguïté du film qui engendre de vifs débats dans le monde universitaire et de la critique.
En 1978, Lina Wertmüller réalise un film canado-italien, La Fin du monde dans notre lit conjugal, mettant encore une fois Giancarlo Giannini en vedette, cette fois-ci flanqué de Candice Bergen. Le film n'a pas le même impact que les œuvres précédentes.
Après D'amour et de sang en 1978, elle s'éloigne du cinéma, ne réalisant qu'un documentaire pour la télévision, È una domenica sera di novembre (it) en 1981. Elle revient au cinéma en 1983 avec Scherzo del destino in agguato dietro l'angolo come un brigante da strada, une comédie qu'elle coscénarise avec Agenore Incrocci et qui met en vedette Ugo Tognazzi. En 1985, elle réalise sa seule œuvre totalement dramatique, Camorra, drame social portant sur les ravages causés par la mafia, seul de ses films qui ne soit pas teinté de comédie.
En 1987, elle a été filmée par le cinéaste français Gérard Courant pour son anthologie cinématographique Cinématon.
Par la suite, elle continue à tourner, travaillant parfois pour la télévision et proposant des films incorporant humour et critique sociale. En 2019, à l'âge de 91 ans, elle reçoit un Oscar d'Honneur pour l'ensemble de sa carrière lors de la cérémonie des Governors Awards à Los Angeles. Greta Gerwig et Jane Campion (toutes deux nommées par le passé à l'Oscar de la meilleure direction également), ainsi que Sophia Loren lui rendent hommage dans leurs discours de présentation, et Isabella Rossellini traduit spontanément à l'assemblée son discours de remerciement lors duquel elle suggère de rebaptiser Oscar avec un nom féminin Anna.
Lina Wertmüller est morte à Rome le 9 décembre 2021,.

## Filmographie

### Réalisatrice

#### Cinéma
- 1963 : Les Basilischi (I basilischi)
- 1964 : Il giornalino di Gian Burrasca (it) — série télé
- 1965 : Questa volta parliamo di uomini
- 1966 : Rita la zanzara
- 1967 : Non stuzzicate la zanzara
- 1968 : Belle Starr (Il mio corpo per un poker)
- 1972 : Mimi métallo blessé dans son honneur (Mimì metallurgico ferito nell'onore)
- 1973 : Film d'amour et d'anarchie (Film d'amore e d'anarchia, ovvero 'stamattina alle 10 in via dei Fiori nella nota casa di tolleranza...)
- 1974 : Chacun à son poste et rien ne va (Tutto a posto e niente in ordine)
- 1974 : Vers un destin insolite sur les flots bleus de l'été (Travolti da un insolito destino nell'azzurro mare d'agosto)
- 1975 : Pasqualino (Pasqualino Settebellezze)
- 1978 : La Fin du monde dans notre lit conjugal (La fine del mondo nel nostro solito letto in una notte piena di pioggia)
- 1978 : D'amour et de sang (Fatto di sangue fra due uomini per causa di una vedova - si sospettano moventi politici)
- 1981 : È una domenica sera di novembre (it) — documentaire
- 1983 : Scherzo del destino in agguato dietro l'angolo come un brigante da strada
- 1984 : Sotto.. sotto.. strapazzato da anomala passione
- 1986 : Camorra  (Un complicato intrigo di donne, vicoli e delitti)
- 1986 : Notte d'estate con profilo greco, occhi a mandorla e odore di basilico
- 1987 : Imago urbis
- 1989 : 12 registi per 12 città
- 1989 : Par une nuit de clair de lune (In una notte di chiaro di luna)
- 1990 : Samedi, dimanche et lundi (Sabato, domenica e lunedì)
- 1992 : Io speriamo che me la cavo
- 1996 : Metalmeccanico e parrucchiera in un turbine di sesso e di politica
- 1996 : Ninfa plebea
- 1999 : Ferdinando e Carolina
- 2004 : Peperoni ripieni e pesci in faccia

#### Télévision (téléfilms)
- 1989 : Il decimo clandestino
- 2001 : Francesca e Nunziata (it)
- 2009 : Mannaggia alla miseria (it)

### Scénariste
- 1963 : Les Basilischi (I basilischi)
- 1965 : Questa volta parliamo di uomini
- 1970 : La Cité de la violence (Città violenta)
- 1972 : Mimi métallo blessé dans son honneur (Mimì metallurgico ferito nell'onore)
- 1989 : Il decimo clandestino — téléfilm
- 1990 : Samedi, dimanche et lundi (Sabato, domenica e lunedì)
- 1992 : Io speriamo che me la cavo
- 1996 : Metalmeccanico e parrucchiera in un turbine di sesso e di politica
- 1996 : Ninfa plebea
- 1999 : Ferdinando e Carolina
- 2004 : Peperoni ripieni e pesci in faccia
- 2009 : Mannaggia alla miseria (it)

## Distinctions

### Récompenses
- Festival de Locarno 1963 : Voile d'argent de la mise en scène pour Les Basilischi
- Festival de Téhéran 1975 : Bouquetin d'or pour Vers un destin insolite sur les flots bleus de l'été
- Berlinale 1986 : Prix Interfilm et Prix du jury des lecteurs du Berliner Morgenpost pour Camorra
- David di Donatello 2010 : David spécial
- Hollywood Walk of Fame 2019 : Etoile d'honneur
- Oscars 2020 : Oscar d'honneur pour l'ensemble de sa carrière

### Nominations
- Festival de Cannes 1972 : sélection officielle en compétition pour Mimi métallo blessé dans son honneur
- Festival de Cannes 1973 : sélection officielle en compétition pour Film d'amour et d'anarchie
- Oscars 1977 : nomination à l'Oscar du meilleur réalisateur, à l'Oscar du meilleur film en langue étrangère, à l'Oscar du meilleur scénario original pour Pasqualino
- Golden Globes 1977 : nomination au Golden Globe du meilleur film en langue étrangère pour Pasqualino
- Berlinale 1978 : sélection officielle en compétition pour La Fin du monde dans notre lit conjugal
- Berlinale 1986 : sélection officielle en compétition pour Camorra
- Mostra de Venise 1989 : sélection officielle en compétition pour Par une nuit de clair de lune